# Colorado National Guard

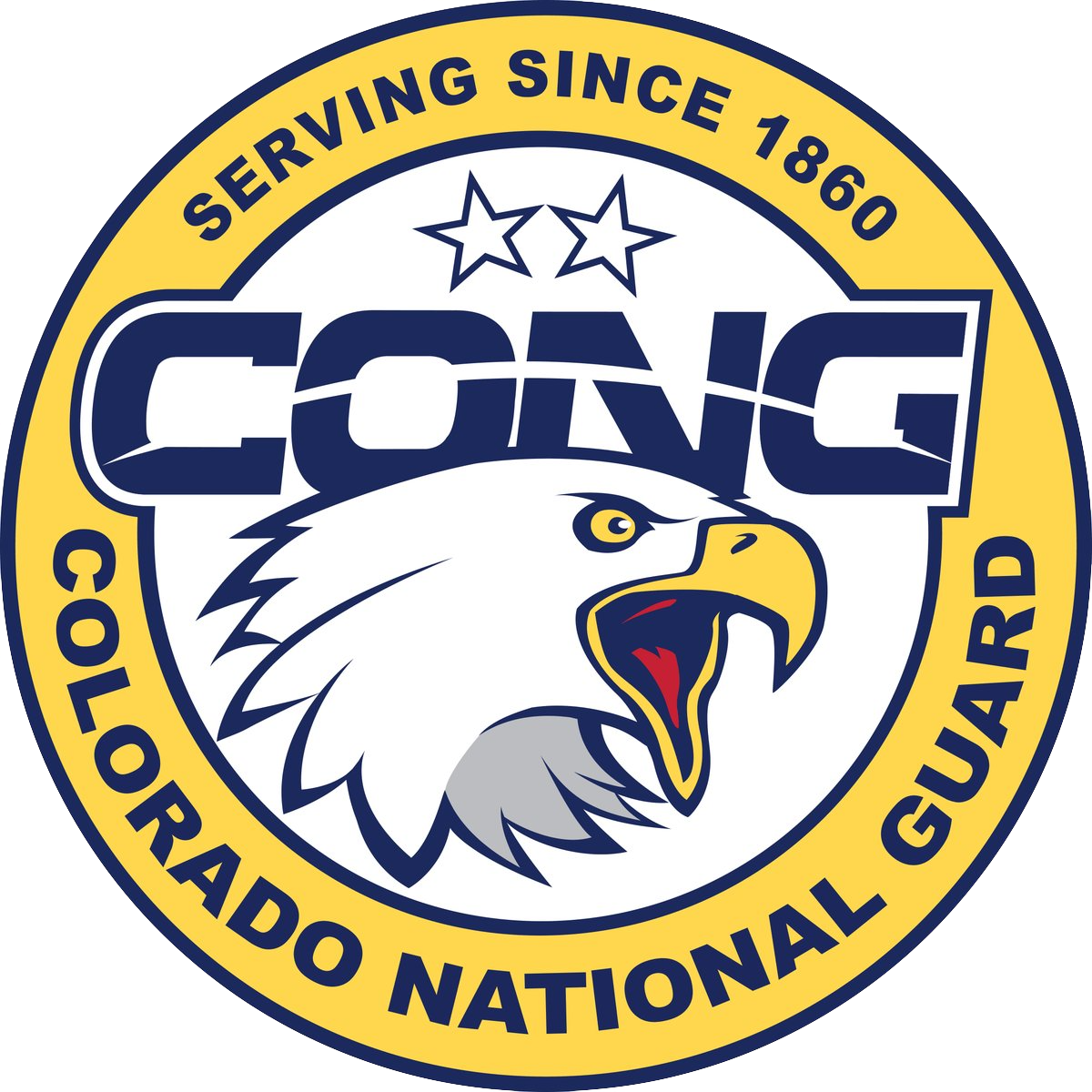
Logo der Colorado National Guard

Die Colorado National Guard (CONG) des US-Bundesstaates Colorado besteht seit 1860 und ist Teil der im Jahr 1903 aufgestellten Nationalgarde der Vereinigten Staaten (akronymisiert USNG) und somit auch Teil der zweiten Ebene der militärischen Reserve der Streitkräfte der Vereinigten Staaten.

## Organisation
Die Mitglieder der Nationalgarde sind freiwillig Dienst leistende Milizsoldaten, die dem Gouverneur von Colorado unterstehen. Unter bestimmten Umständen kann auch die Bundesebene (mit Einverständnis des Kongresses) auf sie zurückgreifen. Bei Einsätzen auf Bundesebene ist der Präsident der Vereinigten Staaten Commander-in-Chief.
Die Colorado National Guard besteht aus den beiden Teilstreitkraftgattungen des Heeres und der Luftstreitkräfte, namentlich der Army National Guard und der Air National Guard. Davon zu trennen ist die Staatsgarde, die Colorado State Defense Force (z. Z. inaktiv), die allein dem Bundesstaat verpflichtet ist. 
Die Nationalgardeeinheiten des Staates werden auf Bundesebene vom National Guard Bureau (Arlington, VA) unter General Steven Nordhaus koordiniert.

## Geschichte
Die Colorado National Guard führt ihre Wurzeln auf Milizverbände des sich in Gründung befindlichen Colorado-Territoriums aus dem Jahre 1860 zurück. Diese wurden in vielen westlichen Regionen aufgestellt, als die reguläre Armee durch den Sezessionskrieg im Osten gebunden war. Die Freiwilligen-Kräfte aus Colorado galten als besonders undiszipliniert und aggressiv, sie sind unter anderem für eines der brutalsten Massaker der Indianerkriege verantwortlich: das Sand-Creek-Massaker von 1864. Das Massaker führte zu umfangreichen Untersuchungen des US-Kriegsministeriums und des US-Kongresses. Der Kommandeur Oberst Chivington wurde als Kriegsverbrecher identifiziert, aber nie gerichtlich verurteilt. Beim Ludlow-Massaker kam es 50 Jahre später zu einem blutigen Angriff der Colorado National Guard auf streikende Bergarbeiter in Ludlow, Colorado, am 20. April 1914 mit 25 Toten.
Die Nationalgarden der Bundesstaaten sind seit 1903 bundesgesetzlich und institutionell eng mit der regulären US-Armee und Luftwaffe verbunden und leisteten ihren Dienst sowohl im Ersten und Zweiten Weltkrieg als auch im Koreakrieg. Die National Guard unterstützt seit Anfang 2020 die örtlichen Behörden in der COVID-19-Pandemie.

## Personalstärke und Einheiten
Die Colorado Army National Guard hatte 2023 eine Personalstärke von 3.310, die Colorado Air National Guard eine von 1.678, was eine Personalstärke von gesamt 4.998 ergibt.

### Einheiten der Colorado Army National Guard
- 169th Field Artillery Brigade, Buckley AFB, Aurora
  - 3rd Battalion, 157th Field Artillery Regiment, Colorado Springs
  - 147th Brigade Support Battalion, Fort Collins
  - 540th Signal Company, Aurora
  - 86th Military Intelligence Company, Aurora
- 89th Troop Command
  - 5th Battalion, 19th Special Forces Group (Airborne), Watkins
  - 193rd Military Police Battalion (I/R), Denver
- 2nd Battalion (General Support), 135th Aviation Regiment, Buckley AFB, Aurora
  - 131st Maintenance Company (Avionics)
  - Company D (Medical Evacuation), 3rd Battalion, 140th Aviation Regiment
  - 117th Space Support Battalion, Colorado Springs
  - HHC
  - 217th Space Company
  - 1158th Space Company
- 1st Battalion, 157th Infantry Regiment, Colorado Springs
- Special Operations Detachment, Korea (SOD-K), Buckley AFB, Aurora
  - 168th Regiment, Regional Training Institute (RTI)
  - Centennial Training Site (CTS)
  - Basic Leader Course
- 100th Missile Defense Brigade (Ground-Based Midcourse Defense), Colorado Springs
- Colorado Army National Guard Medical Command, Buckley AFB, Aurora
- Colorado National Guard Mobilization/Augmentation Element NORAD-USNORTHCOM
- Joint Forces Headquarters, Centennial
  - 101st Army Band
  - 104th Public Affairs Detachment
  - 891st Trial Defense Team
  - 8th Civil Support Team

### Einheiten der Colorado Air National Guard
- 140th Fighter Wing (gegründet bereits am 27. Juni 1923 als 120th Observation Squadron) auf der Buckley Air Force Base, Aurora
- 137th Space Warning Squadron auf der Greeley Air National Guard Station, Greeley